# Nižný Slavkov
Nižný Slavkov (deutsch Unterschlauch, ungarisch Alsószalók) ist eine Gemeinde im Osten der Slowakei mit 876 Einwohnern (Stand 31. Dezember 2024). Sie gehört zum Okres Sabinov, einem Kreis des Prešovský kraj, sowie zur traditionellen Landschaft Šariš.

## Geographie

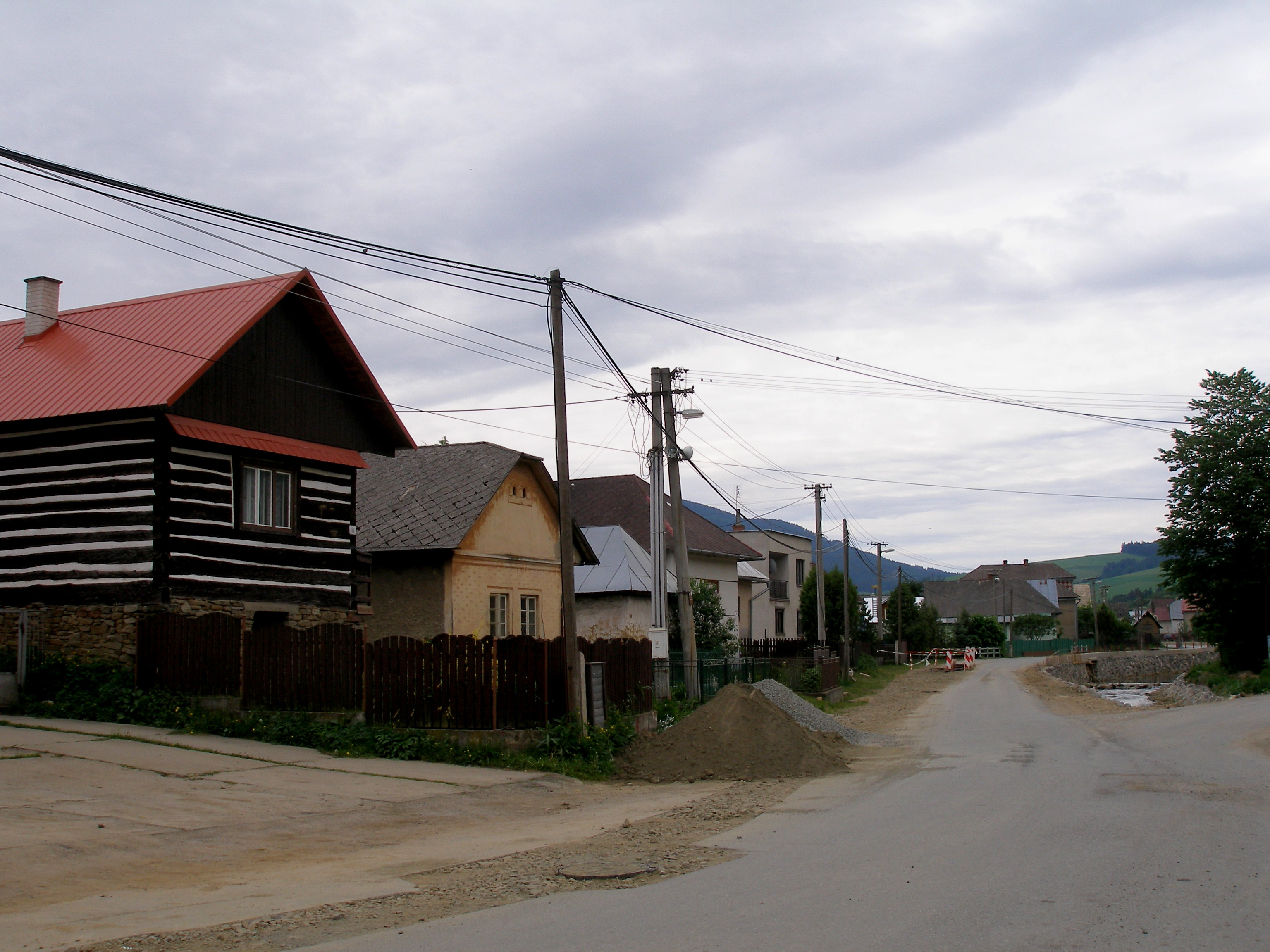
Entlang der Hauptstraße

Die Gemeinde befindet sich zwischen den Leutschauer Bergen westlich und dem Bachureň-Gebirge östlich des Dorfes, am Oberlauf des Baches Slavkovský potok. Das Ortszentrum befindet sich auf einer Höhe von 516 m n.m. und ist 15 Kilometer von Lipany, 20 Kilometer von Spišské Podhradie sowie 26 Kilometer von Sabinov entfernt.
Nachbargemeinden sind Brezovička im Norden, Vysoká im Nordosten, Dubovica und kurz Renčišov im Osten, Lipovce im Südosten, Vyšný Slavkov und Bijacovce im Süden und Brutovce im Westen.

## Geschichte

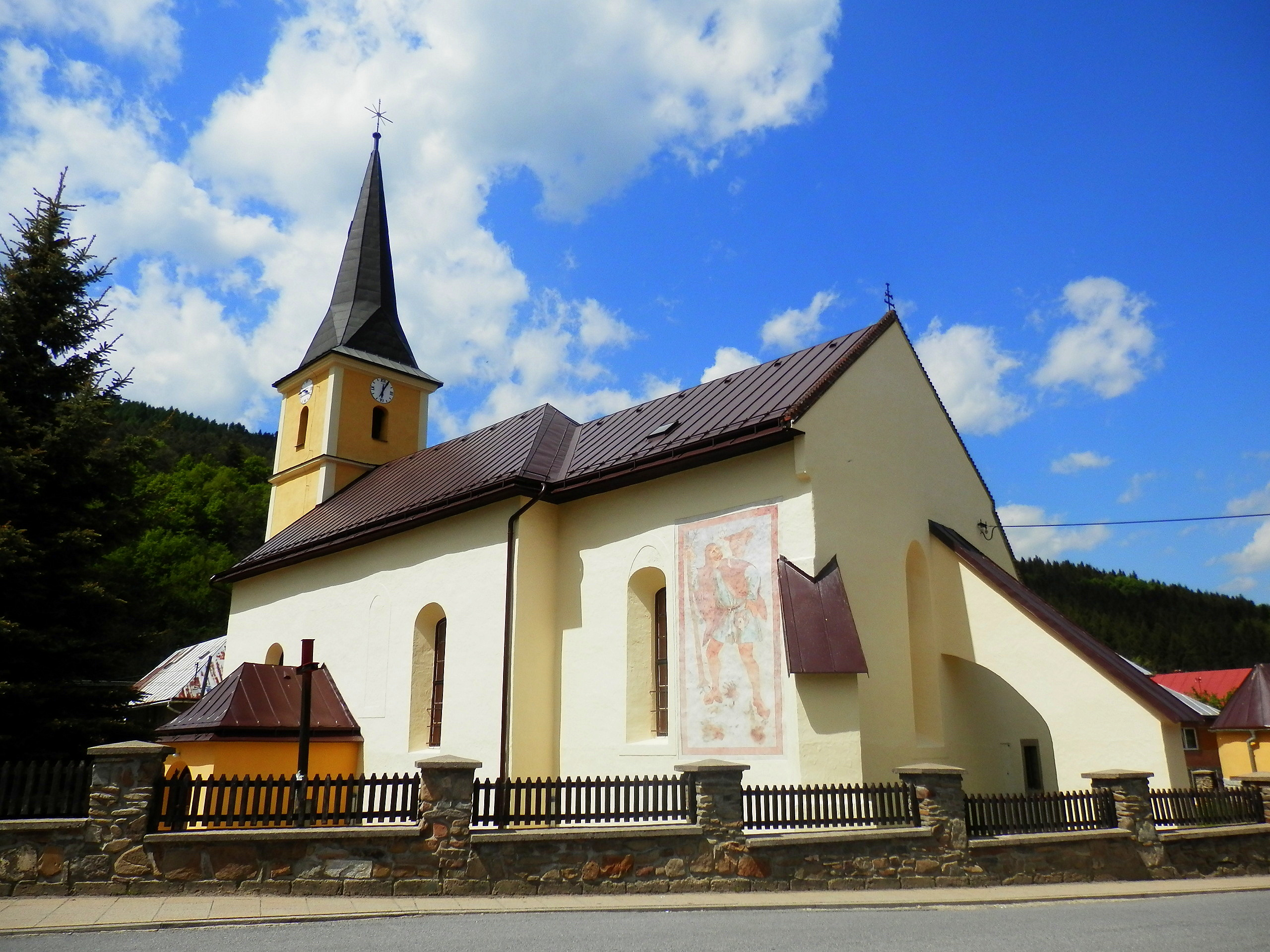
Kirche in Nižný Slavkov

Der Ort wurde zum ersten Mal 1214 schriftlich erwähnt und leitet seinen Namen vom slawischen Personennamen Slavek ab. Damals gab es im Dorf eine Kirche sowie 12 Häuser. 1322 erhielt Nižný Slavkov das Recht, einmal wöchentlich Märkte zu veranstalten. 1427 sind 50 Porta verzeichnet, was damals einem großen Dorf entsprach. Bedeutende Gutsbesitzer waren im Verlauf der Jahrhunderten die Geschlechter Tarczay, Semsey, Bornemissza, Segney, Berzeviczy sowie das Zipser Kapitel.
1600 hatte die Ortschaft 40 Häuser und neben einer Kirche und Pfarrei auch eine Schule und Mühle. 1722 und 1726 brannten große Teile von Nižný Slavkov nieder. 1828 zählte man 152 Häuser und 1138 Einwohner.
Bis 1918 gehörte der im Komitat Scharosch liegende Ort zum Königreich Ungarn und kam danach zur Tschechoslowakei beziehungsweise heute Slowakei.

## Bevölkerung
| Jahr                | 1994 | 2004    | 2014    | 2024    |
| ------------------- | ---- | ------- | ------- | ------- |
| Anzahl der Personen | 800  | 789     | 833     | 876     |
| Unterschied         |      | −1,37 % | +5,57 % | +5,16 % |

| Jahr                | 2023 | 2024    |
| ------------------- | ---- | ------- |
| Anzahl der Personen | 880  | 876     |
| Unterschied         |      | −0,45 % |

Nach der Volkszählung 2011 wohnten in Nižný Slavkov 819 Einwohner, davon 624 Slowaken, 156 Roma sowie jeweils ein Mährer und Russine. 37 Einwohner machten keine Angabe zur Ethnie.
763 Einwohner bekannten sich zur römisch-katholischen Kirche und sechs Einwohner zur griechisch-katholischen Kirche. Zwei Einwohner waren konfessionslos und bei 48 Einwohnern wurde die Konfession nicht ermittelt.

## Bauwerke und Denkmäler

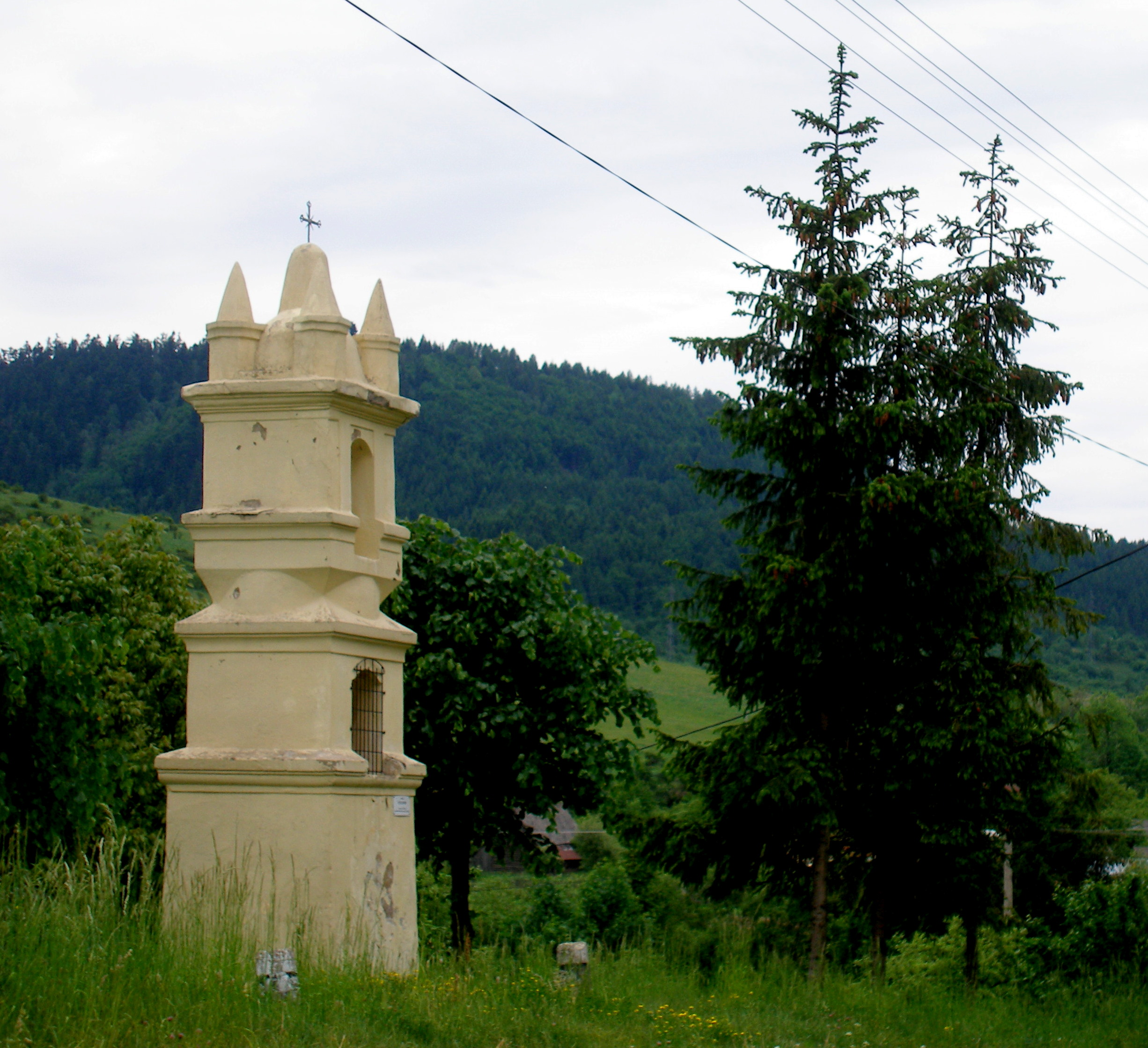
Kapelle Heilige Familie

- römisch-katholische Kirche Geburt Mariä aus dem Ende des 13. Jahrhunderts, ursprünglich im gotischen Stil, 1647 teilweise im Renaissancestil gestaltet. Die ehemalige Annakirche aus dem frühen 13. Jahrhundert ist heute Seitenkapelle.
- Kapelle Heilige Familie aus dem 13. Jahrhundert, entstand nach der Zeit des Mongoleneinfalls
- Johann-Nepomuk-Kapelle aus dem Jahr 1821